# 阿通韋沃
阿通韋沃是哥倫比亞的城鎮，位於該國北部，由瓜希拉省負責管轄，距離首府里奧阿查75公里，始建於1840年，面積249平方公里，海拔高度225米，2005年人口14,796。

## 外部連結
- （西班牙文） Gobernacion de La Guajira - Hatonuevo

11°04′10″N 72°46′01″W / 11.0694°N 72.7669°W